# Lotta greco-romana ai Giochi della XX Olimpiade - Pesi medi
La competizione della categoria pesi medi (fino a 82 kg) di lotta greco-romana dei Giochi della XX Olimpiade si è svolta dal 5 al 10 settembre 1972 al Wrestling-Judo Hall di Monaco di Baviera.

## Formato
Ad ogni incontro venivano assegnate le seguenti penalità:
| In caso di vittoria | In caso di vittoria     | In caso di pareggio | In caso di pareggio | In caso di sconfitta | In caso di sconfitta              |
| ------------------- | ----------------------- | ------------------- | ------------------- | -------------------- | --------------------------------- |
| 0                   | Per schienata, ritiro   | 2                   |                     | 3                    | Ai punti                          |
| 0,5                 | Per superiorità tecnica | 2,5                 | con passività       | 3,5                  | Per superiorità tecnica           |
| 1                   | Ai punti                | -                   | -                   | 4                    | Per schienata, ritiro, squalifica |

Con sei penalità o più il lottatore veniva eliminato. Quando rimanevano solo due o tre lottatori, si disputava un turno finale per determinare l'ordine delle medaglie.

## Risultati
| Legenda                                  | Legenda |
| ---------------------------------------- | ------- |
| Lottatore con 6 penalità o più Eliminato |         |

### 1º Turno
Si è disputato il 5 settembre
| Vincitore       | Pen. | Risultato  | Sconfitto          | Pen. |
| --------------- | ---- | ---------- | ------------------ | ---- |
| Miroslav Janota | 0    | Schienata  | Dasrangiin Myagmar | 4    |
| Harald Barlie   | 2    | = Parità = | Matti Laakso       | 2    |
| Ion Gabor       | 0    | Schienata  | Jimmy Martinetti   | 4    |
| Milan Nenadić   | 0    | Schienata  | André Bouchoule    | 4    |
| Sadao Sato      | 1    | Ai Punti   | John Pedersen      | 3    |
| Kiril Dimitrov  | 1    | Ai Punti   | Frank Hartmann     | 3    |
| Jan Kårström    | 1    | Ai Punti   | Reinhold Hucker    | 3    |
| Csaba Hegedűs   | 1    | Ai Punti   | Anatolij Nazarenko | 3    |
| Adam Ostrowski  | 1    | Ai Punti   | Jay Robinson       | 3    |
| Ali Yağmur      | 0    | Schienata  | Jesús Blanco       | 4    |

### 2º Turno
Si è disputato il 7 settembre
| Vincitore          | Pen. | Risultato | Sconfitto          | Pen. |
| ------------------ | ---- | --------- | ------------------ | ---- |
| Matti Laakso       | 2    | Schienata | Dasrangiin Myagmar | 8    |
| Miroslav Janota    | 2    | Ai Punti  | Harald Barlie      | 4    |
| Ion Gabor          | 1    | Ai Punti  | André Bouchoule    | 7    |
| Milan Nenadić      | 0    | Schienata | Jimmy Martinetti   | 8    |
| Frank Hartmann     | 3    | Schienata | Sadao Sato         | 5    |
| Kiril Dimitrov     | 2    | Ai Punti  | John Pedersen      | 6    |
| Anatolij Nazarenko | 3    | Schienata | Reinhold Hucker    | 7    |
| Csaba Hegedűs      | 2    | Ai Punti  | Jan Kårström       | 4    |
| Adam Ostrowski     | 2    | Ai Punti  | Ali Yağmur         | 3    |
| Jay Robinson       | 3    | Schienata | Jesús Blanco       | 8    |

### 3º Turno
Si è disputato il 8 settembre
| Vincitore          | Pen. | Risultato  | Sconfitto      | Pen. |
| ------------------ | ---- | ---------- | -------------- | ---- |
| Miroslav Janota    | 2    | Schienata  | Matti Laakso   | 6    |
| Ion Gabor          | 3    | = Parità = | Harald Barlie  | 6    |
| Milan Nenadić      | 0    | Schienata  | Sadao Sato     | 9    |
| Frank Hartmann     | 5    | = Parità = | Jan Kårström   | 6    |
| Anatolij Nazarenko | 4    | Ai Punti   | Kiril Dimitrov | 5    |
| Csaba Hegedűs      | 2    | Abbandono  | Adam Ostrowski |      |
| Ali Yağmur         | 3    | Schienata  | Jay Robinson   | 7    |

### 4º Turno
Si è disputato il 9 settembre
| Vincitore          | Pen. | Risultato  | Sconfitto      | Pen. |
| ------------------ | ---- | ---------- | -------------- | ---- |
| Miroslav Janota    | 4    | = Parità = | Ion Gabor      | 5    |
| Frank Hartmann     | 6    | Ai Punti   | Milan Nenadić  | 3    |
| Csaba Hegedűs      | 3    | Ai Punti   | Kiril Dimitrov | 8    |
| Anatolij Nazarenko | 4    | Schienata  | Ali Yağmur     | 7    |

### 5º Turno
Si è disputato il 9 settembre
| Vincitore          | Pen. | Risultato | Sconfitto       | Pen. |
| ------------------ | ---- | --------- | --------------- | ---- |
| Milan Nenadić      | 4    | Ai Punti  | Miroslav Janota | 7    |
| Anatolij Nazarenko | 4    | Schienata | Ion Gabor       | 9    |
| Csaba Hegedűs      | 3    | Esentato  |                 |      |

### Turno finale
Si è disputato il 10 settembre
| Vincitore          | Pen. | Risultato | Sconfitto          | Pen. |
| ------------------ | ---- | --------- | ------------------ | ---- |
| Csaba Hegedűs      | 1    | Ai Punti  | Anatolij Nazarenko | 3    |
| Anatolij Nazarenko | 3    | Schienata | Milan Nenadić      | 4    |
| Csaba Hegedűs      | 2    | Ai Punti  | Milan Nenadić      | 7    |

1. ↑  Disputato nel 1º turno

## Classifica finale
| Pos.    | Atleta             | Nazione          |
| ------- | ------------------ | ---------------- |
| Oro     | Csaba Hegedűs      | Ungheria         |
| Argento | Anatolij Nazarenko | Unione Sovietica |
| Bronzo  | Milan Nenadić      | Jugoslavia       |
| 4       | Miroslav Janota    | Cecoslovacchia   |
| 5       | Ion Gabor          | Romania          |
| 6       | Frank Hartmann     | Germania Est     |
| 7       | Ali Yağmur         | Turchia          |
| 8       | Kiril Dimitrov     | Bulgaria         |
| 9       | Matti Laakso       | Finlandia        |
| 9       | Harald Barlie      | Norvegia         |
| 9       | Jan Kårström       | Svezia           |
| 12      | Jay Robinson       | Stati Uniti      |
| 13      | Sadao Sato         | Giappone         |
| 14      | Adam Ostrowski     | Polonia          |
| 15      | John Pedersen      | Danimarca        |
| 16      | André Bouchoule    | Francia          |
| 16      | Reinhold Hucker    | Germania Ovest   |
| 18      | Jesús Blanco       | Argentina        |
| 18      | Dasrangiin Myagmar | Mongolia         |
| 18      | Jimmy Martinetti   | Svizzera         |